# مورون (خنتی)
مورون (به لاتین: Mörön) یک منطقهٔ مسکونی در مغولستان است که در استان خنتی واقع شده‌است. مورون ۲٬۱۹۶ کیلومتر مربع مساحت دارد.